# Ludmyła Janukowycz
Ludmyła Ołeksandriwna Janukowycz z domu Nastenko (ukr. Людмила Олександрівна Янукович; ros. Людмила Александровна Янукович; ur. 9 października 1949 w Jenakijewem) – żona Wiktora Janukowycza, w latach 2002–2005 i 2006–2007 premiera oraz byłego prezydenta Ukrainy, w latach 2010–2014 pierwsza dama Ukrainy. 

## Życiorys
Ludmyła Nastenko ukończyła studia w Instytucie Inżynieryjno-Budowlanym w Makiejewce (obecnie: Donbaska Narodowa Akademia Budownictwa i Architektury), po czym pracowała w zakładzie metalurgicznym w Jenakijewem, gdzie w 1969 poznała Wiktora Janukowycza (wzięli ślub w sierpniu 1972).
Obecnie przebywa na emeryturze. Unika aktywności w życiu publicznym, zajmując się prowadzeniem domu, jednak bierze udział w akcjach charytatywnych na rzecz inwalidów, sierot i weteranów. Rzadko pojawia się publicznie razem z mężem, biorąc jedynie udział w głównych uroczystościach politycznych i religijnych.
Podczas kampanii prezydenckiej 2004 i „pomarańczowej rewolucji” zasłynęła stwierdzeniem, że sztab wyborczy Wiktora Juszczenki rozdaje uczestnikom Majdanu Niepodległości pomarańcze nafaszerowane narkotykami. 
Ma dwóch synów, Ołeksandra (lekarza stomatologa) i Wiktora młodszego (polityka, byłego posła do Rady Najwyższej), który zginął w wyniku załamania się pod jego samochodem lodu. W związku z objęciem urzędu prezydenta Ukrainy przez Wiktora Janukowycza w lutym 2010 została pierwszą damą Ukrainy.